# Olympic Safi
Olympic Club de Safi (ar. نادي أولمبيك أسفي) – marokański klub piłkarski, grający w pierwszej lidze, mający siedzibę w mieście Safi.

## Stadion
Domowe mecze klub rozgrywa na stadionie o nazwie Stade El Massira w Safi, który może pomieścić 15000 widzów.

## Sukcesy
- GNF 2: 1

2004.

## Reprezentanci kraju grający w klubie
Stan na lipiec 2016.
| - Hafid Abdessadek - Redouane Allali - Abdelilah Bagui - Younes Bellakhdar - Mounir Benkassou - Ibrahim Bezghoudi - Abdelfettah Boukhriss - Mohamed Amine El Bakkali - Abderrazak Hamdallah - Abdelghani Mouaoui - Mehdi Namli - Abderrahmane Rafik | - Hassan Souari - Sami Tajeddine - Youssef Tourabi - Razak Omotoyossi - Yssouf Koné - Johann Lengoualama - Mohamed Sacko - Rafan Sidibé - Dahmed Ould Teguedi - Ibrahima Diop - Mathias Kassi |